# Lucien Rose
Pour les articles homonymes, voir Rose.
Lucien Rose, né le 23 juin 1916 à Goncelin (Isère) et mort le 22 juillet 2004 à Betton (Ille-et-Vilaine), est un homme politique français.

## Biographie

### Son enfance
Lucien Joseph François Rose est né le 2 juin 1916 à Goncelin en Isère. Il est le fils de Joseph Rose, gendarme, et de Césarine Savey. Tous deux sont décédés en 1960.
Élève du Collège Saint Jean-Baptiste de la Salle de La Motte-Servolex (Savoie puis de l'École professionnelle primaire supérieure de Chambéry, il obtient le brevet d'enseignement élémentaire.
À 17 ans, il commence à travailler dans le service administratif des Papeteries de France, à Saint-Alban-Leysse, dans la banlieue de Chambéry, puis dans le service commercial de l'Étoile des Alpes, une chaîne d'épiceries, avant d'être embauché au service du personnel de la toute nouvelle Société nationale des chemins de fer français (SNCF), le 1er juin 1937.

### L'engagement dans la résistance
En 1938, il devient secrétaire adjoint du syndicat des cheminots CFTC. À la même période, il s'engage dans le mouvement chrétien anti-nazi et anti-munichois des « Nouvelles Équipes françaises » de Georges Bidault, Francisque Gay et Louis Terrenoire. Il en devient le responsable départemental pour la Savoie.
Avec Léon Morandat, permanent CFTC de Maurienne et Tarentaise, Lucien Rose veut faire du syndicalisme chrétien un rempart contre les totalitarismes. Leur journal, Le Syndicaliste savoyard, se démarque de plus en plus de La Croix de Savoie, pro-mussolinienne, devenue pro-franquiste.
Mobilisé en 1939 comme sous-officier de Chasseurs alpins, Lucien Rose est engagé dans des opérations sur la frontière italienne, puis en Alsace, sur la Somme et, enfin, en Norvège. Démobilisé en juin 1940 comme lieutenant de réserve, il rentre à Chambéry.
Contrairement à d'autres syndicalistes, chrétiens (F. Rossillon, G. Roulet) ou marxistes (M. Mergier, L. Bertin), Lucien Rose ne se laisse guère séduire par les sirènes pétainistes et devient un des premiers résistants savoyards.
Il crée, dès septembre 1940, le Collège syndical de formation ouvrière. D'abord chargé de diffuser la presse clandestine venue de Lyon, Lucien Rose reçoit de Léon Morandat, délégué du général de Gaulle en France, mission d'organiser les mouvements Libération et Franc-Tireur dans les Alpes.
Ayant réussi à échapper à la Gestapo au printemps 1943, il crée en octobre un original comité d'unité d'action CFTC-CGT qui s'impose comme seul interlocuteur crédible du patronat savoyard. Il ajoute à son action syndicale l'unification des forces de l'Armée secrète et des FTP pour constituer, au printemps 1944, les Forces françaises de l'intérieur (FFI) dont l'action sera capitale dans la libération des deux départements savoyards.
Président du Comité départemental de Libération de Savoie, Lucien Rose est chargé, pour quelques semaines, de l'administration départementale (août-septembre 1944).

### L'action politique
Il est élu au Conseil général de la Savoie dans le canton de Chambéry-Nord puis député de la Savoie à la première Assemblée nationale constituante, sous l'étiquette Jeune République, avec 19,49 % des suffrages exprimés au scrutin du 21 octobre 1945.
Inscrit au groupe Résistance démocratique et sociale, il est membre de la Commission de l'intérieur, de l'Algérie et de l'administration générale, départementale et communale, de la Commission du travail et de la sécurité sociale, de la Commission de la justice et de législation générale, de la Commission supérieure des jeux. Il est élu secrétaire de l'Assemblée et nommé juré à la Haute cour de Justice.
Secrétaire général du mouvement Jeune République (1945-1949), il reste également à la tête de la CFTC de Savoie
Il perd son siège de député aux élections du 2 juin 1946. Boudé par les Savoyards, Lucien Rose change de territoire : pour les élections législatives du 10 novembre 1946, il prend, sans succès, la tête d'une liste UDSR dissidente en Loire-Inférieure. Il n'est pas réélu conseiller général en 1951.
Il entame alors une carrière dans la presse (Résistance de l'Ouest, à Nantes, Nouvelle République à Bordeaux, services parisiens de Nord-Éclair) qui le conduit à la publicité, notamment à l'agence Havas dont il sera le directeur régional à Rennes jusqu'en 1981.
Il reste politiquement engagé et, après une vaine tentative aux législatives de 1956 sous l'étiquette UDSR, il adhère à la Convention des institutions républicaines de François Mitterrand, rejoignant ainsi le Parti socialiste au congrès d'Épinay. Il est maire-adjoint de Rennes de 1977 à 1995.
Il est administrateur au Stade rennais football club de 1980 à 1995.
Il est également Président d'honneur des Croix de guerre et de la valeur militaire de Rennes, du Comité de coordination des mouvements de Résistance d'Ille-et-Vilaine. 

### Décès
Il décède le 22 juillet 2004 à Betton (Ille-et-Vilaine) entouré de sa famille. Il repose aujourd'hui en Savoie.
Une médiathèque et un square portent son nom à Rennes (Ille-et-Vilaine), ainsi qu'une rue à Chambéry (Savoie). Un arbre a été planté en sa mémoire en Israël.

## Détail des fonctions et des mandats
Mandat parlementaire
- 21 octobre 1945 - 10 juin 1946 : Député de la Savoie

## Décorations
- Commandeur de la Légion d'honneur [1];
- Officier de l'ordre national du Mérite ;
- Croix de guerre 1939-1945 ;
- Croix du combattant volontaire ;
- Rosette de la Résistance ;
- Croix du Combattant volontaire de la Résistance ;
- Médaille de la Reconnaissance norvégienne.